# Nicolaus-Kistner-Gymnasium Mosbach
Das Nicolaus-Kistner-Gymnasium in Mosbach im Neckar-Odenwald-Kreis ist die traditionsreichste Schule der Stadt und geht auf die mittelalterliche Stifts- und spätere Lateinschule des Ortes zurück. Seinen heutigen Namen trägt das Gymnasium seit 1958. Namensgeber ist Nicolaus Kistner.

## Geschichte

### Stiftsschule
Vermutlich ist das Mosbacher Schulwesen älter als der Ort selbst, da sich wohl bereits seit dem 8. Jahrhundert im Mosbacher Benediktinerkloster eine schulische Einrichtung befunden hat. Der älteste urkundlich belegte Schulmeister in Mosbach war Heinricus de Tumneck, der 1325 und 1342 als Scholasticus ecclesiae Mosbachensis genannt wird. Weitere Hinweise auf die Mosbacher Stiftsschule stammen aus dem 15. Jahrhundert, u. a. aus den Hospitalrechnungen im Mosbacher Stadtarchiv, in denen jährlich Ausgaben für den Schulmeister im Stift für erbrachte Gesangsdarbietungen zur Kirchweihe der Stiftskirche verzeichnet werden.

### Reformierte Lateinschule ab 1564

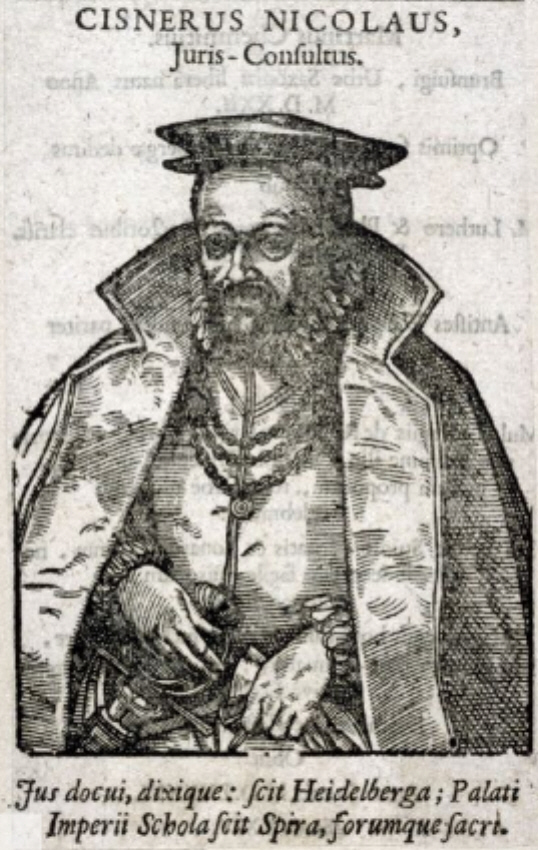
Nicolaus Kistner, der Namenspatron der Schule

Als im Jahr 1564 durch Pfalzgraf Friedrich III. alle Klöster und Stifte in der Pfalz aufgehoben wurden, wurde die Stiftsschule in eine städtische Lateinschule umgewandelt, die bald einen überregionalen Ruf genoss. Zu den bekannten Schülern des 16. Jahrhunderts gehört der spätere Namenspatron Nicolaus Kistner. Im 17. Jahrhundert hat die reformierte Lateinschule die Wirren des Dreißigjährigen Krieges und des Pfälzischen Erbfolgekrieges gut überstanden, jedoch geriet Mosbach durch den aufkommenden Zentralismus im frühen 18. Jahrhundert ins pfälzische Hinterland. Die Lateinschule war nurmehr eine Außenstelle des Kirchenrats in Heidelberg. Lehrer und Rektoren wurden schlecht besoldet und wechselten häufig. Im Jahr 1731 wechselten sich gar drei Rektoren ab. Die vormals führende Schule des Ortes verkam im zersplitterten Mosbacher Schulwesen nahezu zur Bedeutungslosigkeit, da die Eltern ihre Kinder eher in die deutsche Schule oder in die Privatschule des lutherischen Pfarrers schickten. Außerdem bestand inzwischen auch noch eine katholische Lateinschule am Ort. Die Gründung einer neuen höheren Schule in Mosbach durch den Franziskanerorden 1721 scheiterte bereits 1723.
Im Januar 1820 beantragte der Rat der Stadt Mosbach beim badischen Innenministerium, die Lateinschule zu einem Gymnasium zu erweitern, was aber vorläufig abgelehnt wurde, da einerseits nach wie vor zwei Lateinschulen am Ort bestanden, deren Vereinigung von staatlicher Seite eingefordert wurde, andererseits unterdessen eine Präparandenschule für Lehramtszöglinge in Mosbach eingerichtet worden war. Um Ostern 1820 wurde die reformierte Lateinschule durch einen Beschluss des badischen Innenministeriums in eine Realschule umgewandelt, was nach heftigen Protesten aus Mosbach bis zum Jahresende wieder rückgängig gemacht wurde. Die Lateinschule befand sich zu jener Zeit in wechselnden Gebäuden, 1833 in einer heruntergekommenen ehemaligen Fayencen-Fabrik.

### Höhere Bürgerschule ab 1842
1842 wurde die Lateinschule formell in eine Höhere Bürgerschule umgewandelt, jedoch mangelte es anfangs an den benötigten Lehrkräften und Unterrichtsmaterialien, so dass der Unterricht zunächst wie gehabt fortgeführt wurde. Als Schullokal wurden Räume im Haus eines Kaminfegers angemietet, als Turnplatz eine Wiese hinter der Mühle Holdermann. Da die Schule weiterhin klein und unbedeutend blieb, wandte sich der Rat der Stadt Mosbach im Jahr 1865 bei Beratungen über die Einrichtung eines Gymnasiums zunächst an einen Herrn Hillengaß, der in Breitenbronn eine höhere Knabenschule betrieb, mit der Bitte, diese Schule doch nach Mosbach zu verlegen. Hillengaß lehnte jedoch ab und weitere Pläne zur Errichtung eines Gymnasiums zerschlugen sich aufgrund knapper Finanzmittel für einen Schulhausneubau auch vorerst.

### Realprogymnasium ab 1894
1892 reichten die vorhandenen Räumlichkeiten der Höheren Bürgerschule nicht mehr zur Unterrichtung aller Schüler aus. Als Turnplatz diente inzwischen der Rathausvorplatz, die Halle des Mosbacher Rathauses stand im Winter für den Turnunterricht zur Verfügung. So fasste der Stadtrat den Beschluss, ein neues Schulhaus mit eigener Turnhalle zu errichten und im Zuge dieser Erweiterung die Schule zum Realprogymnasium auszubauen. Die neuen Schulgebäude entstanden beginnend mit der Turnhalle ab dem Spätjahr 1892 nach Plänen des Architekten Schmieder aus Heidelberg an der Straße nach Neckarelz. Der erste Spatenstich für das Schulgebäude fand am 2. Mai 1893 statt. Zum Beginn des Schuljahres 1894/95 waren die Gebäude fertiggestellt. Das Gebäudeensemble wurde durch eine benachbarte Volksschule ergänzt. Im ersten Unterrichtsjahr des Realprogymnasiums besuchten 124 Schüler die Schule, etwa zur Hälfte aus Mosbach, zur Hälfte von auswärts stammend.

### Realgymnasium ab 1926
Nachdem bereits 1922/23 eine städtische Unterprima eingerichtet worden war, die im Folgejahr als Oberprima weitergeführt wurde, wurden diese oberen Klassen 1926 vom Progymnasium übernommen, das damit zum Realgymnasium erweitert wurde.

### Ritter-Götz-von-Berlichingen-Oberschule ab 1937
1935 benannte die Stadt Mosbach eine Straße nach Nicolaus Kistner. Als mit der Schulreform von 1937 die 8-klassigen Realgymnasien in 7-klassige Oberschulen umgeformt wurden, wünschte man von städtischer Seite die Benennung der Schule nach dem bekannten Sohn Mosbachs, fand jedoch bei den übergeordneten Behörden kein Gehör. Die Schule wurde in Ritter-Götz-von-Berlichingen-Oberschule für Jungen umbenannt, obwohl auch weiterhin Mädchen die Schule besuchten. Im Verlauf des Zweiten Weltkriegs wurde der Unterricht immer weiter eingeschränkt, da Lehrer und Schüler zum Kriegsdienst eingezogen wurden. Im Sommer 1944 wurde der Unterricht gänzlich eingestellt.

### Real-Gymnasium ab 1946
Beginnend mit dem Schuljahr 1946/47 begann der Unterricht an der Schule erneut. Da der 1937 verliehene Name nicht mehr getragen werden durfte, war die Schule vorerst namenlos. Da kein altsprachlicher Unterricht erteilt wurde, schied auch die inzwischen für jene Schulen vorbehaltene Bezeichnung Gymnasium aus, so dass die Schule als Real-Gymnasium Mosbach fortgeführt wurde.

### Gymnasium ab 1955
Erst nach dem Düsseldorfer Abkommen von 1955, das alle Schulen, die zur allgemeinen Hochschulreife führen, die Bezeichnung Gymnasium zusprach, konnte sich die Schule auch Gymnasium Mosbach nennen. Das erste Unterrichtsjahr des Gymnasiums besuchten 1955/56 750 Schülerinnen und Schüler in 22 Klassen. 1957 wurde der Unterricht in einen neusprachlichen Zug (mit der Sprachenfolge Latein–Englisch–Französisch) und einen naturwissenschaftlichen Zug (mit lediglich Englisch und Latein) aufgeteilt. Ab 1953 nutzte die Schule aus Platzmangel bereits Räume in anderen Gebäuden. 1958 wurde ein Schulhaus-Neubau in den städtebaulichen Leitplan der Stadt übernommen, allerdings vorerst noch mit sehr geringer Priorität, da die Wasserversorgung und andere Projekte Vorrang hatten.

### Nicolaus-Kistner-Gymnasium ab 1958
Im Oktober 1958 beantragte der Mosbacher Gemeinderat aus Anlass des 400-jährigen Rathausjubiläums bei der Landesregierung und dem Oberschulamt die Umbenennung der Schule in Nicolaus-Kistner-Gymnasium, was dann auch genehmigt wurde. Nachdem ab den frühen 1960er Jahren ein Wohnheim der Steyler Mission sowie der neu angelegte Mosbacher Stadtteil Waldstadt für einen weiteren Anstieg der Schülerzahlen sorgten, wurde 1963 ein Architektenwettbewerb für einen Neubau ausgeschrieben. Ein neues Schulhaus von 1966 bis 1968 errichtet. Der Neubau war ursprünglich nur für 972 Schüler veranschlagt worden, doch bereits vor Baubeginn war es abzusehen, dass sich die Schülerzahl über diese Rechnungsgröße hinaus bewegen würde, so dass das Schulgebäude noch während der Bauphase vergrößert wurde.
Den Neubau des NKG bezogen im ersten Unterrichtsjahr 1968/69 1174 Schülerinnen und Schüler, die von 69 Lehrkräften unterrichtet wurden. Die Schülerzahl sank mit der Einrichtung des Auguste-Pattberg-Gymnasiums im Mosbacher Stadtteil Neckarelz 1972/73 merklich.
In der Nacht vom 18. auf den 19. November 2013 kam es im Nicolaus-Kistner-Gymnasium zu einer Brandstiftung. Es kamen dabei keine Personen zu Schaden, jedoch musste die Schule für mehrere Tage geschlossen werden. Als Tatverdächtige wurden zwei 14-jährige Schüler ermittelt. Der Schulbetrieb wurde während der mehrmonatigen Sanierung zeitweise in andere Gebäude verlegt, zum Beginn des Schuljahres 2014/15 waren die Brandschäden behoben.

## Persönlichkeiten

### Bekannte Lehrer
- Walter Lilie (1876–1924), Kunstmaler

### Bekannte Schüler
- Frank-Jürgen Methner (* 1953), Brauwissenschaftler (Abitur 1973)
- Alexander Giesecke, Simpleclub (Abitur 2013)
- Nicolai Schork, Simpleclub (Abitur 2013)